# 甲子園浜出入口
甲子園浜出入口（こうしえんはまでいりぐち）は、兵庫県西宮市甲子園浜の阪神高速道路5号湾岸線の出入口。六甲アイランド方面のみ出入口のあるハーフIC。距離料金制導入前は、ここから先、大阪（大阪市内・泉佐野・りんくう・関西空港）方面は別料金となっていた。
2022年（令和4年）5月27日0時から、入口がETC専用となっている。

## 道路
- 阪神高速5号湾岸線(5-09)

## 料金所

### 甲子園浜料金所
- ブース数：2
  - ETC専用：1
  - サポート：1

## 周辺
- 甲子園浜海浜公園
- 甲子園浜野球場

## 隣
阪神高速5号湾岸線
(5-08)鳴尾浜出入口 - (5-09)甲子園浜出入口 - (5-10)西宮浜出入口